# 亚历山大·米肖·布罗兹
亚历山大·米肖·布罗兹（1941年5月24日—）是一位克罗地亚外交官，为南斯拉夫总统约瑟普·布罗兹·铁托的幼子。

## 生平
1941年5月24日，他出生于南斯拉夫王国萨格勒布，出生时被命名为“亚历山大”；战争期间，使用化名“米肖”，后来一直沿用这个名字。
在他出生前不久，第二次世界大战蔓延到南斯拉夫，他的父亲约瑟普·布罗兹·铁托是当时仍属非法的南斯拉夫共产党的总书记，于1941年5月16日（他出生前数日）被迫前往贝尔格莱德。按照当时地下革命生活的规定，女性地下工作者应将新生儿交由他人抚养，以免自身和孩子因被捕而面临风险，但他的母亲赫塔·哈斯最初拒绝这样做，亲自照料儿子。哈斯的母亲普里斯卡以及铁托的好友弗拉基米尔·维莱比特曾协助照顾孩子。
1941年11月，由于赫塔·哈斯面临被捕危险，她将6个月大的亚历山大交由另外一个家庭抚养，自此亚历山大成为最年幼的地下活动人员之一，使用化名“米肖”。他的母亲后来被捕，并于1943年被用以交换战俘而获释，转移到解放领土。在战争结束前，米肖一直不认识自己的亲生父母；他第一次见到父亲是在1945年4月，与母亲重逢则是在同年5月。
战后，米肖在贝尔格莱德生活，住所距其父——当时的南斯拉夫联邦人民共和国总理——很近。他的生活起居，以及后来其异母兄扎尔科·布罗兹在第一段婚姻中所出的子女——约瑟普·布罗兹（昵称“约什卡”）和兹拉蒂察·布罗兹——的照料，主要由铁托的侄女玛丽亚负责（她是铁托的长兄马丁·布罗兹的女儿）。米肖在贝尔格莱德完成小学和中学教育，随后前往萨格勒布，毕业于萨格勒布大学法学院。
毕业后，他在经济领域工作。最初，在“普尔沃马伊斯卡”工具机厂任出口科长和对外贸易总监，之后在INA石油公司任进出口部门主管，并在克罗地亚社会主义共和国政府担任对外事务委员会委员。1983年—1993年，他在INA石油公司担任高层职务。
1991年克罗地亚独立后，经时任克罗地亚总统弗拉尼奥·图季曼提名，他进入克罗地亚外交部，先任外交部长顾问，后任克罗地亚驻俄罗斯全权公使、克罗地亚驻埃及全权公使。2004年—2009年，任克罗地亚驻印度尼西亚大使。
他与米拉·科辛茨结婚，育有1女、1子：亚历山德拉·萨莎（生于1969年）和安德烈（生于1973年），并有三位孙辈：萨拉、卢卡和齐塔。现在，他居住在萨格勒布。